# Celosia patentiloba
Celosia patentiloba är en amarantväxtart som beskrevs av C. C. Towns. Celosia patentiloba ingår i släktet celosior, och familjen amarantväxter. Inga underarter finns listade i Catalogue of Life.